# Phlegra theseusi
Phlegra theseusi là một loài nhện trong họ Salticidae.
Loài này thuộc chi Phlegra. Phlegra theseusi được Dmitri Viktorovich Logunov miêu tả năm 2001.